# الجامعة الوطنية الأوكرانية الغربية
الجامعة الوطنية الأوكرانية الغربية مؤسسة تعليم عالي أوكرانية، (بالأوكرانية: Західноукраїнський національний університет) هي جامعة تقع في تيرنوبل أوبلاست، أوكرانيا. تأسست هذه الجامعة في سنة 1966.